# Estación de Porte Dorée
La estación de Porte Dorée (en español: Puerta Dorada) es una estación del metro de París situada en el XII Distrito, al sur de la capital. Pertenece a la línea 8. En el 2003, fue utilizada por algo más de dos millones y media de pasajeros.

## Historia
Fue inaugurada el 5 de mayo de 1931 en ocasión de la Exposición Colonial de ese mismo año. 
Ubicada cerca de la actual Porte Dorée, también llamada Porte de Picpus, debe su nombre a un antiguo acceso o porte, situado en el Muro de Thiers, última fortificación construida alrededor de París con fines defensivos y desmantelada a principios del siglo XX.

## Descripción
Se compone de dos andenes laterales y de dos vías.
Está diseñada en bóveda elíptica revestida completamente de los clásicos azulejos blancos biselados, con la única excepción del zócalo que es de color marrón. Los paneles publicitarios emplean un fino marco dorado con adornos en la parte superior. 
Su iluminación ha sido renovada empleando el modelo vagues (olas) con estructuras casi adheridas a la bóveda que sobrevuelan ambos andenes proyectando la luz principalmente hacia arriba.
La señalización por su parte usa la tipografía CMP donde el nombre de la estación aparece sobre un fondo de azulejos azules en letras blancas.
Por último, los asientos que reposan sobre unos tubos de acero que los elevan ligeramente, son de estilo Motte, rojos, individualizados, y con una gran separación entre ellos para impedir que se pueden usar en posición horizontal.

## Accesos
La estación dispone de seis accesos.
- Acceso 1: plaza Edouard Renard
- Acceso 2: avenida Daumesnil
- Acceso 3: bulevar Poniatowski
- Acceso 4: calle Ernest Lacoste
- Acceso 5: calle de picpus
- Acceso 6: calle Joseph Chailley